# 휴롬
휴롬은 대한민국의 전자제품 제조 업체이다. 1974년 '㈜개성공업사'로 설립되었고, 두 차례 상호를 변경하였고, 2011년 '㈜휴롬'으로 상호를 변경하였다.
전자 부품 및 주방 기구를 제조 유통하고 있으며 주스기 분야에 특화된 회사이다. 2014년 기준, 중국과 대한민국에 4개의 공장, 6백만대 수준의 생산능력을 보유하고 있으며, 전 세계 60여개 국에 제품을 수출하고 있다.

## 연혁
- 1974년 10월 ㈜ 개성공업사 설립(전자부품 및 주방기구 제조업)
- 1979년 10월 ㈜ 판정정밀 상호 변경
- 1996년 6월 전기녹즙기 발명특허 획득
- 1996년 7월 ㈜ 동아산업 주식회사 상호 변경 (정밀수지가공, 가전주방용품)
- 1998년 1월 전기 녹즙기 ‘오스카녹즙기’ 개발 판매
- 2004년 7월 ㈜ 동아산업 중국 지사 설립
- 2005년 10월 세계 최초 SST(저속착즙방식) 개발 출시
- 2008년 3월 저속착즙방식의 주스기 '휴롬' 개발.
- 2011년 6월 ㈜휴롬으로 상호 변경. (HUROM; 휴먼과 이로움의 합성어) / ㈜ 휴롬 일본 법인 설립
- 2012년 9월 김해산업단지 제 2공장 완공 / ㈜ 휴롬 중국법인 설립, 도문시 제 3공장 완공

## 주요 제품
저속착즙방식 주스기
투입구에 재료를 넣으면 모터의 회전축에 직결된 스크류가 천천히 회전하며 망속 재료를 지그시 눌러짜 재료의 주스와 찌꺼기를 따로 분리해내는 가전제품으로, 핵심 부품(스크류, 망, 브러쉬 등)은 울템 소재로 만들어졌다.

## 수상
- 2013년 레드닷 디자인 어워드 프로덕트 디자인 부분 수상
- 2013년 굿 디자인 어워드 수상
- 2013년 IDEA 수상
- 2014년 IF 디자인 어워드 프로덕트 디자인상 수상[4][5]

## 사회 공헌
성금 기탁이나, 제품 무상 지원, 연구 지원, 교육프로그램 지원 등의 활동을 하고 있다.